# Diana (album Famous Dex)
Diana – drugi album studyjny amerykańskiego rapera Famous Dexa. Został wydany 9 października 2020 roku przez 300 Entertainment i Rich Forever Music. Album zawiera gościnne występy; Rich The Kid, Wiz Khalifa, Trippie Redd, Jay Critch, Tyga i Fivio Foregin.

## Tło
Album został nazwany na cześć matki Dexa, która zmarła w 2016 roku na raka piersi. Okładkę i datę premiery albumu ogłoszono 6 września w poście na Instagramie.
Album był wspierany przez 6 singli, „Covered In Diamonds”, „Couped Up”, „What I Like”, „Hold On”, „Ain’t Tuff” i „Proofread”.

## Lista utworów
Lista utworów.
1. „See the Pain” – 3:19
2. „Covered in Diamonds” – 2:04
3. „Asthma Attack” (gościnnie: Rich the Kid i Jay Critch) – 2:15
4. „Like Me” – 2:55
5. „Weight Up” – 2:09
6. „Couped Out” (gościnnie: Fivio Foregin) – 2:08
7. „What I Like” (gościnnie: Rich the Kid, Tyga) – 2:57
8. „Hold On" – 3:02
9. „Made Like Us”(gościnnie: Jay Critch) – 2:40
10. „Ain’t Tuff” – 2:47
11. „Dirty B” (gościnnie: Rich the Kid) – 2:35
12. „Work” – 2:30
13. „Solar System” (gościnnie: Trippie Redd) – 2:38
14. „Ain’t Real” – 3:57
15. „Secret” – 2:21
16. „Amazing” – 1:43
17. „Proofread” (gościnnie: Wiz Khalifa) – 3:13